# Александар Везенков
Александар Везенков (грчки: Αλέξανδρος Βεζένκοφ; рођен 6. августа 1995; бугарски:Александър Везенков ), познатији као Саша Везенков (грчки: Σάσα Βεζένκοφ; бугарски: Саша Везенков) је кипарски кошаркаш бугарског порекла који тренутно наступа за Олимпијакос. Висок је 2,06 метара и игра на позицији крилног центра. Рођен је на Кипру, али због својих бугарских корена наступао је за кошаркашку репрезентацију Бугарске до 2025. године када је променио репрезентацију и одлучио да представља земљу рођења Кипар. Освојио је награду за најбољег бугарског спортисту 2022. године. Има троструко држављанство: грчко, бугарско и кипарско.

## Рана каријера
Рођен је у Никозији од родитеља Бугара, а одрастао је на Кипру и у Грчкој. Његова породица је пореклом из Западне Македоније из села Тресонче, које је данас у склопу Северне Македоније, која је касније била део Бугарске због Балканских ратова.
Везенков, који је одувек важио за једног од најбољих играча његове генерације у Европи, почео је да се бави кошарком на Кипру 2005. године у млађим категоријама Апоела. 2009. године када је имао 14 година преселио се у Грчку и почео  да игра у млађим категоријама Ариса, све до 2011. када се придружио сениорској екипи. Тренирао је неколико година у oлимпијској дворани Никос Галис која се налази у близини центра Солуна.
Дана 16. маја 2013. Везенков се обавезао да ће играти колеџ кошарку на универзитету Ксејвиер (енглески: Xavier). Међутим, на крају је одлучио да остане у Грчкој и наступа за свој Арис.

## Професионална каријера

### Арис (2011—2015)
Везенков је почео своју професионалну каријеру у сениорском тиму Ариса, у првенству Грчке, 2011. године наступио је на 10 утакмица, са просеком од 2,5 минута по мечу. У сезони 2012-13, наступио је на 21 утакмици, где је просечно бележио 3,9 поена и 2,5 скокова по мечу. Проглашен је најбољим младим играчем Грчког првенства 2013. године.
У августу 2013. године, продужио је уговор са Арисом на још три године. У наредној сезони се усталио у тиму, наступио је на 26 утакмица и бележио је 11,1 поен, 5,8 скокова, 2,1 асистенцију и 0,9 украдених лопти по мечу. Поново је био именован за најбољег младог играча Грчког првенства 2014. године. У локалном дербију против Паока у сезони 2014-15 је забележио свој рекорд у поенима и скоковима у Грчком првенству, са 29 поена и 14 скокова.
У 26 утакмица регуларне сезоне, Везенков је водио у лиги по укупном броју постигнутих поена, са 469, и други у укупном броју скокова, са 201. Укупно је играо на 37 утакмица током сезоне 2014-15, постижући у просеку 16,8 поена, 7,3 скокова и 1,6 асистенција по утакмици. Био је званични лидер лиге током целе сезоне у постизању поена и хватању скокова. Такође је проглашен са најкориснијег играча лиге, за играча који је највише напредовао и најбољег младог играча те сезоне. Везенков је првобитно планирао да учествује на НБА драфту 2015. године, али се касније повукао пре рока који је био одређен за међународне играче у Јуну.

### Барселона (2015—2018)
Дана 31. јула 2015. године, Везенков је потписао четворогодишњи уговор (са четвртом годином опционо) вредан 2 милиона евра нето прихода са Барселоном клубом из шпанске АЦБ лиге. Барселона је такође платила обештећење од 315 хиљада евра његовом бившем клубу Арису. Уговор је такође укључивао и излазну клаузулу за клубове из НБА лиге у вредности од милион евра. Валенсија и Панатинаикос су такође били заинтересовани да потпишу уговор са Везенковим у то време. Везенков је учествовао на НБА драфту 2016 године, након своје прве сезоне у Барселони. Међутим поново је повукао са драфта 13. јуна 2016. године што је био крајњи рок за међународне играче.
Са Барселоном, Везенков је освојио шпански Суперкуп 2015 године и био је именован у најбољи млади тим сезоне 2016-17. 29. јуна 2018. године Барселона је раскинула уговор са њим.

### Олимпијакос (2018—2023)
Дана 12. јула 2018. године Везенков је потписао двогодишњи са Олимпијакосом.
Дана 10. јула 2020. године је потписао продужетак уговора са тимом. Поставио је свој рекорд каријере у Евролиги 18. марта 2021. године, постигавши 31 поен у победи над Албом резултатом 80-84.
У сезони 2021-2022, Везенков се усталио у првој петорци Олимпијакоса. 20. фебруара 2022. године, постигао је 18 поена и ухватио 13 скокова у финалу купа Грчке против Панатинаикоса, помогавши клубу да дође до првог трофеја у купу после 6 година. Такође је именован за најкориснијег играча месеца фебруара у Евролиги, играјући важну улогу у Олимпијакосу који је те сезоне завршио као други у регуларној сезони Евролиге са скором 19-9, најбољим скором који је клуб икада имао. 27. априла 2022. постигао 17 поена и ухватио 9 скокова у победи 83-87 у трећој утакмици плеј-оф серије против Монака, помогавши свом тиму да врати предност домаћег терена и на крају се квалификује на Фајнал фор Евролиге, први пут после 2017. године. Завршио је сезону у Евролиги бележећи просечно 13,7 поена, 5,9 скокова, и индекс рејтингом од 17,8 поена просечно. Његови наступи донели су му место у најбољој петорци Евролиге те сезоне. 17. јуна 2022. године, у трећој утакмици финала Грчког првенства против Панатинаикоса, постигао је 25 поена, ухватио 6 скокова и имао 3 асистенције, а Олимпијакос је освојио дуплу крупну у Грчкој, победивши своје ривале.

### Права на НБА драфту
Дана 22. јуна 2017. године, Везенков је изабран као 57. пик на НБА драфту од стране Бруклин нетса. 14. јануара 2021. године, Кливленд кавалирси су добили права на њега од стране Бруклин нетса, у размени у којој је учествовало више тимова и у којој је размењен такође Џејмс Харден. 23. јуна 2022. године права на њега су размењена са Сакраменто кингсима за 49. пик на драфту 2022. године, на ком је изабран Ајзеа Мобли.

## Каријера у државном тиму

### Млађе селекције
Везенков је био члан млађих селекција Бугарске. Са бугарским млађим селекцијама играо је више турнира: Европско првенство у кошарци до 16 година 2010. и 2011. године, Европско првенство у кошарци до 18 година 2012. године, Европско првенство у кошарци до 20 година  Б дивизија 2012. године, Европско првенство у кошарци до 18 година 2013. и Европско првенство у кошарци до 20 година 2014. Био је водећи по броју постигнутих поена на првенству до 16 година 2011. са 27,1 поеном у просеку по утакмици.
Био је водећи на Европском првенству до 18 година 2013. по броју поена, са просеком од 22,4 поена по утакмици, такође је био водећи стрелац 2014. године на Европском првенству до 20 година са просеком 19,3 поена по утакмици и у водећи по броју скокова, са 11,2 скока по утакмици. Такође је изабран у најбољу петорку првенства.

### Сениорски тим
Везенков игра за сениорску репрезентацију Бугарске. Играо је у квалификацијама за Европско првенство у кошарци 2015. године, где је бележио просечно 17,3 поена по утакмици и био најбољи стрелац своје екипе у 5 од 6 утакмица. Играо је и у квалификацијама за Европско првенство у кошарци 2017. и у квалификацијама за Европско првенство у кошарци 2022. које је његов тим успешно завршио и пласирао се на првенство, током ког је такође био најбољи стрелац екипе.

## Статистика
| ОУ        | Одиграно утакмица     | СУ  | Стартовао утакмица      | МПУ | Минута по утакмици             |
| ПШ%       | Проценат шута из игре | 3П% | Проценат шута за три    | СБ% | Проценат шута слободних бацања |
| СПУ       | Скокова по утакмици   | AПУ | Асистенција по утакмици | УПУ | Украдених лопти по утакмици    |
| БПУ       | Блока по утакмици     | ППУ | Поена по утакмици       | ИПУ | Индексних поена по утакмици    |
| Подебљано | Најбоље у каријери    |     |                         |     |                                |

### Евролига
| Година   | Тим         | ОУ | СУ | МПУ  | ПШ%  | 3П%  | СБ%   | СПУ | АПУ | УПУ | БПУ | ППУ  | ИПУ  |
| -------- | ----------- | -- | -- | ---- | ---- | ---- | ----- | --- | --- | --- | --- | ---- | ---- |
| 2015/16. | Барселона   | 22 | 1  | 8.9  | .457 | .444 | 1.000 | 1.2 | .3  | .2  | .0  | 2.7  | 2.6  |
| 2016/17. | Барселона   | 30 | 6  | 18.4 | .577 | .479 | .848  | 3.2 | 1.1 | .7  | .2  | 7.5  | 9.7  |
| 2017/18. | Барселона   | 13 | 1  | 11.4 | .429 | .222 | .923  | 2.5 | .5  | .4  | .1  | 3.5  | 5.2  |
| 2018/19. | Олимпијакос | 28 | 3  | 10.2 | .488 | .207 | .810  | 2.2 | .4  | .4  | .1  | 3.8  | 4.8  |
| 2019/20. | Олимпијакос | 26 | 3  | 13.4 | .540 | .459 | .808  | 2.0 | .5  | .3  | .2  | 7.1  | 6.9  |
| 2020/21. | Олимпијакос | 31 | 13 | 23.3 | .463 | .430 | .887  | 5.4 | 1.1 | .7  | .5  | 11.5 | 14.8 |
| 2021/22. | Олимпијакос | 38 | 38 | 30.1 | .530 | .370 | .833  | 5.9 | 1.5 | 1   | .2  | 13.7 | 17.8 |
| 2022/23. | Олимпијакос | 40 | 39 | 29.1 | .536 | .378 | .879  | 6.8 | 1.9 | 1   | .1  | 17.6 | 21.5 |

## Успеси

### Млађе селекције

#### Арис
- Панхеленска јуниорска лига (2011)

### Клупска каријера

#### Барселона
- Суперкуп Шпаније: (2015)

#### Олимпијакос
- 2× Фајнал фор Евролиге: (2022, 2023)
- 2× Првенство Грчке: (2022, 2023)
- 2× Куп Грчке: (2022, 2023)
- Суперкуп Грчке: (2022)

### Појединачни
- Спортиста године у Бугарској: (2022)[35]
- Најкориснији играч Евролиге у кошарци (2023)[36]
- 3× Најкориснији играч месеца Евролиге у кошарци: (Фебруар 2022, Новембар 2022, Фебруар 2023)
- 9× Најкориснији играч кола Евролиге у кошарци
- Идеални тим Евролиге у кошарци: (2022)
- Идеални тим Евролиге у кошарци по избору портала Евробаскет њуз: (2022)
- Најбољи скакач Евробаскета: (2022)
- 3× Најкориснији играч Грчке лиге: (2015, 2022, 2023)
- Најкориснији играч финала Грчке лиге: (2022)
- Најкориснији играч Купа Грчке: (2023)
- 2× Најбољи стрелац Грчке лиге: (2015, 2022)
- 2× Идеални тим Грчке лиге: (2015, 2022)
- Најпопуларнији играч Грчке лиге: (2022)
- 2× Играч који је највише напредовао у Грчкој лиги: (2015, 2022)
- Најбољи скакач Грчке лиге: (2015)
- 3× Најбољи млади играч Грчке лиге: (2013, 2014, 2015)
- Најбољи стрелац финала Суперкупа Грчке: (2022)
- Најбољи млади тим Шпанске лиге: (2017)
- Најкориснији играч Панхеленске јуниорске лиге: (2011)
- Најбољи тим Панхеленске јуниорске лиге: (2011)
- Најбољи стрелац Панхеленске јуниорске лиге: (2011)

#### Млађе селекције Бугарске
- Најбоља петорка Европског првенства у кошарци до 20 година: (2014)
- Најбољи стрелац Европског првенства у кошарци до 20 година: (2014)
- Најбољи скакач Европског првенства у кошарци до 20 година: (2014)
- Најбољи стрелац Европског првенства у кошарци до 16 година: (2011)
- Најбољи стрелац Европског првенства у кошарци до 18 година: (2013)
- 2× Најбољи млади кошаркаш Бугарске: (2013-14, 2014-15)[37]
- Друго место у избору листа Viasport.bg за награду „Најбољи млади спортиста Бугарске“: (2014)[38]

## Остало
Везенков је син Јанке Везенкове (рођене Гергинове) и Сашка Везенкова, који је био главни тренер и спортски директор Лукоил Академика. Сашко је бивши репрезентативац, који је играо на Европском првенству 1985, 1989 и 1991. Био је капитен сениорске репрезентације Бугарске, потом се преселио на Кипар где је дуго година играо и био тренер у Кипарској кошаркашкој лиги.
Везенковова старија сестра, Мишела Везенкова, је играла колеџ кошарку на универзитету у Вилмингтону. Такође је играла професионалну кошарку у женској Првој лиги Кипра. Везенкова је одлучила да представља Кипар, а не Бугарску и на крају је постала капитен женске репрезентације Кипра.
Док је живео у Грчкој као младић, ишао је у грчке школе. Везенков течно говори и грчки језик и бугарски језик, при чему му је грчки матерњи, а бугарски други језик.
Везенков је званично примио грчко држављанство 30. децембра 2015. године, под званичним именом Александар „Алекс“ Везенкоф (грчки: Αλεξάντερ "Αλέξ" Βεζένκοφ) са уобичајеним грчким именом Саша Везенкоф (грчки: Σάσα Βεζένκοφ). Пре стицања грчког држављанства Везенков је још раније изјавио да се осећа као члан грчког друштва, пошто је рођен и одрастао у грчким заједницама на Кипру и у Грчкој.